# Abrasive
 (janvier 2017).
Si vous disposez d'ouvrages ou d'articles de référence ou si vous connaissez des sites web de qualité traitant du thème abordé ici, merci de compléter l'article en donnant les références utiles à sa vérifiabilité et en les liant à la section « Notes et références ».
Albums de Puddle of Mudd
Stuck
(1994) Come Clean
(2001)
Abrasive est le deuxième album du groupe de post-grunge américain Puddle of Mudd, publié en 1997.
Les chansons Nobody Told Me, Said, Piss It All Away, Abrasive et All I Ask For ont été réenregistrées et légèrement modifiées pour l'album Come Clean, mais finalement, seules les trois premières ont été choisies. En revanche, la chanson Abrasive fut utilisée comme une chanson bonus sur plusieurs éditions et se retrouve encore régulièrement dans les chansons jouées durant les concerts du groupe.

## Liste des titres
| 1.    | Abrasive         | 3:13 |
| 2.    | Nobody Told Me   | 3:50 |
| 3.    | Stressed Out     | 3:48 |
| 4.    | Hour Glass Man   | 4:29 |
| 5.    | Migraine         | 3:24 |
| 6.    | Said             | 3:10 |
| 7.    | All I Ask For    | 4:42 |
| 8.    | Purple Heart     | 3:24 |
| 9.    | Locket           | 3:37 |
| 10.   | Time             | 2:51 |
| 11.   | Piss It All Away | 4:59 |
| 41:29 |                  |      |

## Liste des musiciens
- Wesley Reid Scantlin : chant, guitare électrique
- Sean Sammon : guitare basse
- Kenny Burkitt : batterie et percussions